# محمدشیر ملنگ
محمدشیر ملنگ معروف به شیرملنگ عضو گروه طالبان که سال ۱۳۷۴ از والی ولایت نیمروز بود. وی بخاطر آتش زدن کتابخانه مردم اهل تشیع مورد ضرب و شتم اهالی نیمروز قرار گرفت.